# Véhicule électrique en Israël
Le véhicule électrique en Israël est fortement encouragé par le gouvernement. En 2023, les ventes de voitures 100 % électriques atteignent 49 000 unités, soit une part de marché de 14,3 %, et le parc de ces voitures atteint 77 000 unités.

## Statistiques
L'Agence internationale de l'énergie (AIE) estime les ventes de voitures 100 % électriques à 49 000 unités, soit une part de marché de 14,3 %, et le parc de ces voitures fin 2023 à 77 000 unités. Le nombre de points de recharge accessibles au public est estimé à 4 900 points, dont 710 à recharge rapide.

## Politique de soutien
Le ministre de l’énergie israélien Yuval Steinitz annonce le 16 octobre 2018 que l'importation du diesel et de l'essence ne sera plus autorisée dès 2030. Les véhicules électriques et au gaz naturel bénéficieront d’une taxation « proche de zéro » pour les rendre abordables ; plus de 2 000 nouvelles stations de recharge seront également financées via un appel d’offres de 25 millions de shekels (près de 6 millions d’euros). L’État espère voir 177 000 voitures électriques sur ses routes d’ici 2025 et environ 1,5 million en 2030. Toutes les voitures neuves seront électriques, les bus et camions seront électriques ou au gaz naturel.

## Innovations
TransIsrael, l’agence nationale des Transports, expérimente à Haïfa une infrastructure de recharge par induction développée par la société Electreon pour ses bus électriques, afin d’étendre leur autonomie et leur durée de fonctionnement. Des socles de recharge seront installés dans les terminaux et sur les voies de circulation réservées aux bus.